# 图尔米尼
图尔米尼（法語：Tourmignies，法語發音：[tuʁmiɲi]）是法国上法兰西大区北部省的一个市镇，位于该省中部偏南，属于里尔区。

## 地理
图尔米尼（50°30'24"N, 3°5'3"E）面积2.03 平方千米，位于法国上法蘭西大區北部省，该省份为法国最北部的省份及最长的省份，西北濒北海，西接加来海峡省，南至埃纳省和索姆省，东与比利时接壤。
与图尔米尼接壤的市镇（或旧市镇、城区）包括：阿沃兰、阿蒂什、梅里尼、佩韦勒地区蒙斯。

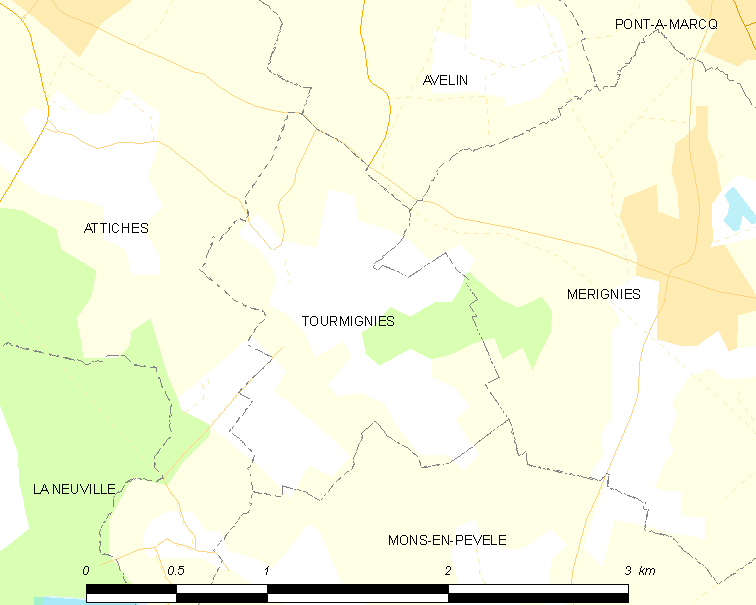
图尔米尼的OSM定位图

图尔米尼的时区为UTC+01:00、UTC+02:00（夏令时）。

## 行政
图尔米尼的邮政编码为59551，INSEE市镇编码为59600。

## 政治
图尔米尼所属的省级选区为佩韦勒地区唐普勒沃县。

## 人口

1962-2008年间图尔米尼人口变化图示

图尔米尼于2022年1月1日时的人口数量为950人。